# 辰姬
辰姫（天正20年（1592年）? - 元和9年（1623年））為石田三成三女，弘前藩2代藩主津輕信枚之室。子為津輕信義。又名辰子、大舘御前、莊嚴院。

## 生平
慶長3年（1598年）、豐臣秀吉死後成為秀吉正室・高台院的養女。
慶長5年（1600年）、關原之戰後父・三成敗於徳川家康。在那之後與豐臣家親近的津輕信建在津輕支持逃走的兄・重成一起行動，後來在高台院的保護下，高台院的側近・孝蔵主於機緣下整族投降江戶（孝蔵主與三成女辰姫之姊某（岡重政室）有著與石田家姻戚上的關係）。）
慶長15年（1610年）左右，嫁給津輕信枚。2人的關係一般認為良好。可是慶長18年（1613年），為了拉近東北非親近自己的勢力，德川家康將養女·滿天姬（家康的同母異父弟弟松平康原之女）嫁給信枚。津輕家忌憚德川家而迎娶滿天姬為正室，辰姬便降格成為側室。辰姬作為弘前藩與關原之戰論功行賞得到了上野國大館轉封，因此又被稱為大館御前。
元和9年（1623年），在大館死去。享年32。津輕信枚為表示對辰姬的重視，讓其子津輕信義成為嗣子，於信枚死後繼任藩主。

## 墓所
- 群馬縣太田市的東楊寺
- 青森縣弘前市的貞昌寺

## 腳註
1. ↑  關原之戰以後足守藩『木下家文書』、西洞院時慶『時慶卿記』、神龍院梵舜『梵舜日記』中有載見到「於客人」「御隔人」被認為指的並不是辰姬。